# Niederlinxweiler
Niederlinxweiler ist ein Stadtteil und Gemeindebezirk der Stadt St. Wendel im gleichnamigen Landkreis im Saarland. Bis Ende 1973 war Niederlinxweiler eine eigenständige Gemeinde.

## Geographie
Niederlinxweiler ist von drei Bergen umgeben, dem Spiemont (402 m), dem Steinberg (314 m) und dem Gänsberg (339 m). Diese drei Berge sind auch symbolhaft im Dorfbrunnen dargestellt. Am Südhang des Spiemontes liegt der älteste Teil des Ortes. Von hier aus lässt sich ein Spaziergang starten, der über den Höhenrücken des Spiemontes führt. Von hier oben hat man einen herrlichen Ausblick in das St. Wendeler Land.
Niederlinxweiler ist zu erreichen über die Bundesstraße 41 oder über die Bahnstrecke Saarbrücken–Bingen.

## Geschichte
Die Gegend war Bodenfunden zufolge bereits in prähistorischer Zeit bewohnt. Gebäudereste und Münzen dokumentieren ferner eine römische Besiedlung.
Erstmals wurde Niederlinxweiler 871 urkundlich in der Dotationsurkunde des 1573 aufgelösten Klosters Neumünster erwähnt; dieses Kloster ist seinerseits die Keimzelle der heutigen Stadt Ottweiler, die zu den ältesten Gründungen im Saarland zählt. Die Urkunde existiert in drei Abschriften aus dem 16. und 17. Jahrhundert, in denen der Ort unter verschiedenen Namen – Linchisivillare, Lainchisivillare, Lainchisvillare – erscheint. Andere Urkunden erwähnen Linxweiler, später geteilt in Niederlinxweiler und Oberlinxweiler.
Die Geschichte beider Orte teilt diejenige Ottweilers; im Dreißigjährigen Krieg wurden sie verwüstet. Im 18. Jahrhundert gehörten sie zum Territorium der Linie Nassau-Usingen. Die Reformation wurde eingeführt. Spätestens bei Errichtung der evangelischen Kirche 1775 durch Johann Friedrich Stengel – Sohn des Saarbrücker Hofarchitekten Friedrich Joachim Stengel – ist von einer Wiederbesiedlung Niederlinxweilers auszugehen.
Nach der Besetzung des Linken Rheinufers durch französische Revolutionstruppen im Jahr 1794 wurde Niederlinxweiler Teil des französischen Saardepartements. Aufgrund der Beschlüsse auf dem Wiener Kongress (1815) und eines Zusatzvertrages mit dem Königreich Preußen kam der Ort 1816 zur „Herrschaft Baumholder“, die zum Herzogtum Sachsen-Coburg-Saalfeld gehörte und 1819 in Fürstentum Lichtenberg umbenannt wurde. 1834 wurde dieses Fürstentum an Preußen verkauft, und damit wurde Niederlinxweiler Teil der preußischen Rheinprovinz.
Von 1834 bis zur Kreisreform im Saarland 1974 gehörte die vormals selbstständige Gemeinde zum Landkreis Ottweiler. Im Zuge dieser Gebietsreform wurde sie am 1. Januar 1974 zum Stadtteil von St. Wendel.

## Politik
Der Ortsrat des Gemeindebezirks Niederlinxweiler hat elf Mitglieder, Ortsvorsteher ist Bernhard Schmidt, CDU. Stellvertretender Ortsvorsteher ist Rene König. Die CDU-Fraktion im Ortsrat wird vertreten durch Rene König, Bernhard Schmidt, Tino Stoll, Uwe Schmelzer und Sascha Kugge, sowie Michael Dilk. Die SPD wird vertreten durch Klaus Riotte, Ute Bläs, Jonas Gietzen, Kathrin Puhl und Daniela Drehmer-Bernhard.
Die Sitzverteilung nach den letzten Wahlen:
| Wahl | CDU | SPD | Gesamt   |
| ---- | --- | --- | -------- |
| 2024 | 6   | 5   | 11 Sitze |
| 2019 | 5   | 6   | 11 Sitze |
| 2014 | 5   | 6   | 11 Sitze |
| 2009 | 4   | 7   | 11 Sitze |
| 2004 | 4   | 7   | 11 Sitze |

## Kultur und Sehenswürdigkeiten

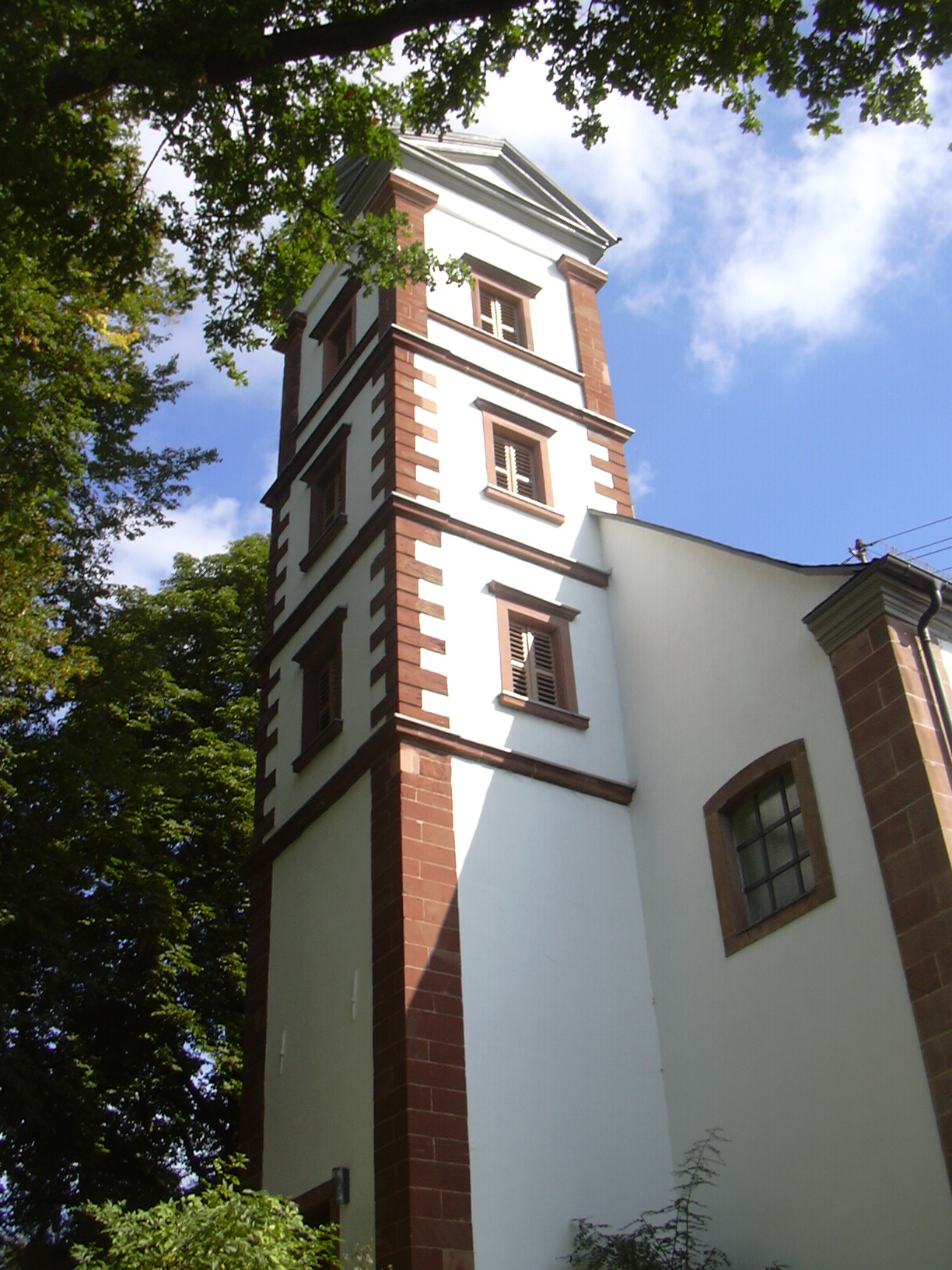
Evangelische Kirche (Turm um 1830–32)

- Der breite Saalbau der evangelischen Kirche (Johann Friedrich Stengel, 1775) mit Ecklisenen und großen Rechteckfenstern wurde um 1830 durch einen klassizistischen Turm (Johann Martin Fladt) ergänzt. Über dem Haupteingang der Kirche, die einen älteren Bau ersetzt, ist die Inschrift zu lesen: "Die Kirche wurde erbaut unter der Regierung von Ludwig, Fürst zu Nassau-Saarbrücken. Anno 1775". Das oberste Turmgeschoss hat vier Eckpilaster und vier Dreiecksgiebel. Wichtigstes Ausstattungsstück des Innenraums ist die Orgel der Brüder Friedrich und Karl Stumm (1886).
- In der Grundschule gibt es ein kleines Heimatmuseum mit Schwerpunkt auf lokaler Landwirtschaft und historischen Ansichtskarten.

## Persönlichkeiten
- Jakob Diehl, Lehrer in Niederlinxweiler von 1893 bis 1935, Verfasser des Heimatbuches Niederlinxweiler
- Johann L’Hoste (* 14. März 1890 in Niederlinxweiler; † 1. Januar 1956 in Oberlinxweiler), saarländischer Politiker (KPD)
- Willi Scheidhauer (* 27. September 1924 in Niederlinxweiler; † 25. Juli 2012 in Saarbrücken), Motorradrennfahrer und Unternehmer (* 1924)
- Hans Georg Wagner (* 26. November 1938 in Niederlinxweiler), Politiker (SPD)